# Lasioglossum lineatulum

Lasioglossum lineatulum är en biart som först beskrevs av Crawford 1906. Den ingår i släktet smalbin, och familjen vägbin. Inga underarter finns listade i Catalogue of Life.

## Beskrivning
Det breda huvudet och mellankroppen är metalliskt blåa till ljusgröna. Munskölden är svartbrun på den övre halvan. Den undre kan ha samma färg som omgivningen, men det förekommer också att den är mässingsfärgad. Antennerna är mörkbruna;  undersidan på de yttre delarna kan dock vara orangebruna. Benen är bruna med orange till rödbruna fötter hos honan, orange till gula hos hanen. Vingarna är halvgenomskinliga med blekt gulbruna ribbor och brungula till rödbruna vingfästen hos honan, mörkt gulbruna ribbor och mörkt rödbruna vingfästen hos hanen. Bakkroppssegmenten är mörkbruna med svagt grönt skimmer på ovansidan och rödaktiga till genomskinligt brungula bakkanter. Behåringen är vitaktig och tämligen gles; hanen kan dock ha något kraftigare behåring i ansiktet under ögonen. Som de flesta smalbin är arten förhållandevis liten; honan har en kroppslängd på 5,1 till 6,9 mm och en framvingelängd på 4,3 till 4,6 mm; motsvarande mått hos hanen är 5,5 till 6,1 mm för kroppslängden och 4,3 till 4,6 mm för framvingelängden.

## Utbredning
Utbredningsområdet omfattar mellersta till östra Nordamerika med nordgräns i mellersta delarna av British Columbia till Quebec och vidare genom större delen av New Brunswick till Nova Scotia i Kanada, västgräns från British Columbia via östra delarna av Montana, Wyoming och Colorado i USA, sydgräns från mellersta Colorado till North Carolina och Georgia, och östgräns längs Atlantkusten. Arten är vanlig i sitt utbredningsområde.

## Ekologi
Lasioglossum lineatulum är en eusocial art, den lever i samhällen med olika kaster: Drottningar, som grundlägger boet, arbetare, som är icke-fertila honor, och hanar. Som hos alla eusociala smalbin är boet ettårigt; till hösten dör alla bina utom ungdrottningarna, som är parade och övervintrar för att grunda ett nytt bo under våren. Boet grävs ut under jord.
Arten är polylektisk, den flyger till blommande växter från många olika familjer: Sumakväxter, oleanderväxter, korgblommiga växter, korsblommiga växter, nejlikväxter, ärtväxter, hortensiaväxter, liljeväxter, slideväxter, brakvedsväxter, rosväxter och videväxter. Arten flyger från april till oktober.